# Duché de Salzbourg
1849–1918
Entités précédentes :
- Archiduché d'Autriche

Entités suivantes :
- Salzbourg (Land)

Le duché de Salzbourg (en allemand : Herzogtum Salzburg) était un territoire  à l'époque de l'Empire autrichien de 1849 à 1867, puis un pays de la Cisleithanie dans l'empire d'Autriche-Hongrie jusqu'en 1918. Il comprenait le territoire de l'ancien prince-archevêché de Salzbourg, sécularisé en 1803.
Sa capitale était Salzbourg. Le duché était un pays de transit important pour la route à travers les Alpes orientales. Outre la capitale, les principaux centres administratifs du duché étaient Werfen, Sankt Johann, Zell am See, Tamsweg et Hallein.

## Données historiques

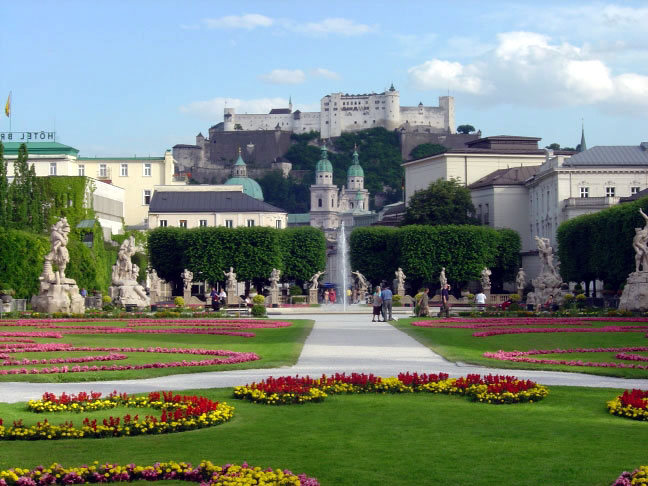
Salzbourg, vue depuis le jardin du château Mirabell vers la forteresse de Hohensalzburg.

Après l'occupation de Salzbourg par les troupes françaises pendant la guerre de la Deuxième Coalition, en 1800, le dernier prince-archévêque, le comte Jérôme de Colloredo-Wallsee et Mels, fuit à la cour de la monarchie de Habsbourg à Vienne. Son territoire fut sécularisé par le recès d'Empire (Reichsdeputationshauptschluss) en 1803 et fusionné avec les anciens prince-évêchés de Passau et d'Eichstätt ainsi que la prévôté de Berchtesgaden à l'électorat de Salzbourg. Cet État éphémère a été alloué en compensation à l'ex-grand-duc Ferdinand III, frère de l'empereur François II, pour la renonciation à la Toscane en vertu du traité de Lunéville en 1801.
Ferdinand était un monarque compétent et éclairé ; néanmoins, à peine deux ans plus tard, son électorat est dissous dans la suite des guerres de Coalitions. Occupé par les forces des maréchaux Jean-Baptiste Bernadotte et Michel Ney en 1805, le territoire de Salzbourg et Berchtesgaden échoit à l'empire d'Autriche par le traité de Presbourg qui entérine les victoires de Napoléon et remanie profondément le Saint-Empire romain germanique. Il fut administré depuis la ville de Linz et constitua le département de la Salzach au sein de l'archiduché d'Autriche.
En conséquence de la défaite autrichienne à la bataille de Wagram en 1809, le pays de Salzbourg passa à nouveau sous administration française et, au cours de l'année suivante, est annexé par le royaume de Bavière. Le prince héritier Louis Ier résida au château Mirabell, son fils Othon y est né en 1815. Similaire au Tyrol voisin, il a été le théâtre d'un mouvement de résistance anti-bavaroise. Par les décisions du congrès de Vienne et le traité de Munich en 1816, le roi de Bavière rétrocède le domaine de Salzbourg à l'empereur d'Autriche.

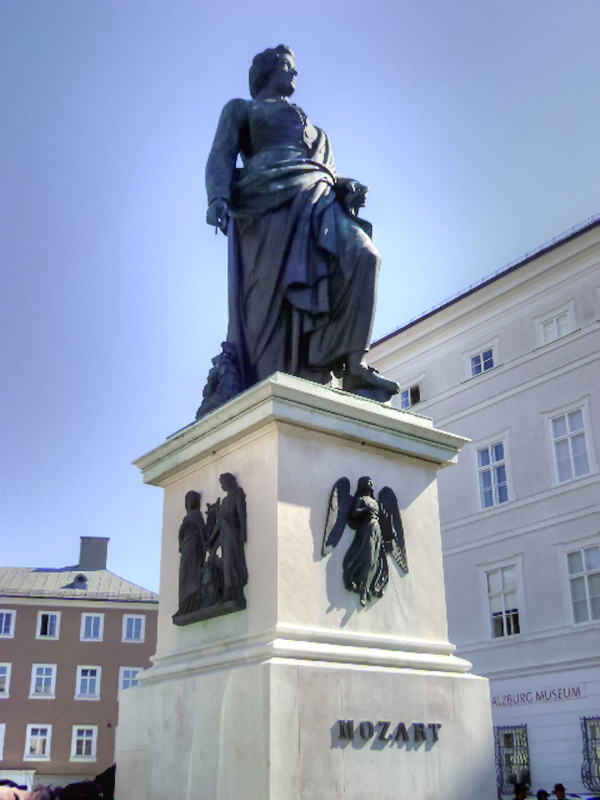
Le mémorial de Mozart.

L'ancien électorat forma à nouveau un arrondissement (Kreis) au sein de l'archiduché d'Autriche occidental, la Haute-Autriche. Après la perte d'autonomie, la cité et les régions rurales de Salzbourg souffrent énormément des conséquences économiques et sociales. Mais en même temps, dans l'esprit du romantisme, le développement de l'alpinisme et du tourisme a démarré ; lors de la première ascension du mont Hochkönig en 1826, les paysages de Johann Michael Sattler et l'établissement thermal à Bad Gastein. Le musée de Salzbourg, sur l'histoire artistique et culturelle de la ville et de la région, est fondé en 1834. La veuve de l'empereur François, Caroline-Auguste, s'installe à Salzbourg après la mort de son époux en 1835. L'archevêque Frédéric-Joseph de Schwarzenberg promut la première ascension du Grossvenediger en 1841; un an plus tard, le mémorial de Mozart à Salzbourg, sculpté par Ludwig Schwanthaler et moulé par Johann Baptist Stiglmaier, a été inauguré.
Le souhait pour l'autonomie a vu son écho grandir, jusqu'après la révolution autrichienne de 1848, quand le territoire de Salzbourg a été séparé de la Haute-Autriche, pour devenir une terre de la Couronne (Kronland) sous le nom de « duché de Salzbourg ». Par la patente de février, adoptée en 1861, il bénéficierait d'une large autonomie et recevait une diète provinciale (Landtag). Au cours du compromis austro-hongrois en 1867, le duché de Salzbourg fit partie des pays autrichiens de la Cisleithanie en envoyant sept députés à la chambre basse du Reichsrat ; tous les archevêques étaient membres de la chambre haute.
En 1918, après la chute de l'empereur Charles Ier d’Autriche, successeur de François-Joseph Ier, le duché devint le land de Salzbourg au sein de la république d'Autriche allemande pendant une année, puis en 1919 membre de la Première République.